# El armario de la ropa blanca
El armario de la ropa blanca (en neerlandés, Binnenhuis met vrouwen bij een linnenkast), es una obra del pintor holandés Pieter de Hooch. Se trata de un óleo sobre lienzo, que mide 70 cm de alto y 75,5 cm de ancho. Fue pintado en 1663 y se encuentra en el Rijksmuseum de Ámsterdam (Países Bajos).
Se trata de una escena de género protagonizada por dos mujeres que colocan la ropa blanca en el armario. Pueden ser una mujer y su sirvienta, o madre e hija. Está representado el interior de una casa rica, como se aprecia en las maderas lujosas del armario: roble y ébano trabajados en marquetería. Otros signos de riqueza son los objetos, como un cuenco de cerámica de Delft en lo alto del armario, la escultura encima del dintel de la puerta en una postura clásica semejante al Perseo con la cabeza de Medusa de Benvenuto Cellini y los cuadros que adornan las paredes. Es un ejemplo del estilo de Pieter de Hooch: nítido, limpio, aunque la sencilla escena doméstica puede encubrir una intención moralizante. La pequeña figura que está en el dintel de la puerta, aunque lleva faldas es en realidad un niño que está jugando con un bastón de kolf, una especie de hockey. Su sexo queda puesto en evidencia por el cuello blanco de forma cuadrada.
Los distintos planos de la obra dan sensación de profundidad, especialmente por el marco de la puerta que permite ver otra estancia, la puerta de la calle abierta y más allá la calle, con las casas al otro lado.